# Holovkî, Malîn
Holovkî (în ucraineană Головки) este localitatea de reședință a comunei Holovkî din raionul Malîn, regiunea Jîtomîr, Ucraina.

## Demografie
Componența lingvistică a localității Holovkî
     Ucraineană (96,75%)
     Rusă (3,25%)
Conform recensământului din 2001, majoritatea populației localității Holovkî era vorbitoare de ucraineană (96,75%), existând în minoritate și vorbitori de rusă (3,25%).